# Birgit Bårdsdatter
Birgit Bårdsdatter, född 1200-talet, död före 1315, var en norsk storgodsägare, även känd som Birgit i Grauten. Hon ägde ett flertal gods och hus i Bergen och Sogn. Hon spelade en viktig roll i det medeltida Bergen och är en av få kvinnor man har information om från den tiden. Hon uppmärksammas för sina rättsprocesser. 